# 십자군 알바단 사건
십자군 알바단 사건은 18대 대한민국 대통령 선거 당시 개신교 목사 출신의 윤정훈 새누리당 국정홍보대책위원회 총괄팀장이 박근혜 대선 후보를 홍보하려는 목적으로 벌인 SNS 여론 조작 사건이다.
'십자군 알바단'(약칭 십알단)이라는 명칭은 나는꼼수다의 김어준과 시사평론가 김용민이 '대형교회 부목사의 트위터에서 정치 성향 게시물이 공유되고 있다', '아르바이트로 운영되는것 같다'는 의혹을 제기하면서 붙여진 이름으로, 윤정훈 스스로 '십알단'이라는 호칭을 받아들여 이를 '10만 명의 박근혜 알리기 유세단'으로 재해석하며 '10만명의 회원을 모집'하는 글을 올리기도 했다.

## 사건 개요

### 선관위 수사
2012년 12월 13일 선거관리위원회는 영등포구 여의도동의 한 오피스텔에서 새누리당 관계자로 추정되는 인물들이 PC 여러대로 여론 조작 작업하는 장면을 포착했다. 해당 오피스텔 입구에는 선거 6일 전을 알리는 문구와 ‘President War Room(대통령 선거 상황실)’이라는 표지가 붙어 있었으며, 박근혜 대선 후보가 발행한 임명장과 SNS 미디어본부장 직함으로 된 명함이 다량 발견됐다. 선관위 등에 따르면 이 사무실 대표 윤정훈은 대선 기간 새누리당 ‘국정홍보대책위원회’ 총괄팀장 겸 국민편익위원회 SNS미디어본부장을 맡았으며, 서울 여의도의 한 오피스텔에 미등록 선거운동 사무실을 차리고 직원 7명을 고용해 인터넷, SNS에 박근혜 대선 후보를 지지하는 글을 올리거나 댓글을 달게 한 혐의를 받고 있다고 밝혀졌다. 이들은 박근혜 후보 지지 글을 트위터에 게시하고 리트윗(공유)하는 방법을 사용한 것으로 드러났으며 '박근혜의 주거정책' 등 구체적인 공약을 나열하고 '준비된 여성 대통령' 시리즈로 세계 각국의 여성 대통령 면면을 설명하는 글, 박근혜 후보의 유세 현장 촬영물을 업로드 하는 등 박근혜 대선 후보에게 유리한 글을 작성했다. 반면에 문재인 후보와 관련해서는 '문재인은 명품만 입는다' '문재인이 문제다'라는 내용의 글과 함께 문재인 후보를 우스꽝스럽게 합성한 사진을 하루에도 수차례씩 업로드하며 문재인 대선 후보에게 불리한 여론을 조장했던 것으로 드러났다.

### 구속
2013년 1월 24일 법원은 윤정훈이 도주의 위험과 증거인멸 및 증거 조작을 시도한 점을 들어 구속영장을 발부하였다. 영장실질심사를 담당한 서울남부지법 박강준 영장전담 판사는“조직적으로 장기간에 걸쳐 불법 선거운동을 한 혐의가 인정되며, 관련자들과 진술 내용을 사전에 협의하는 등 증거인멸 염려가 있고 범죄의 중대성에 비춰볼 때도 도주 염려가 있다”며 구속 영장 발부 사유를 밝혔다

### 판결
2013년 6월 4일 서울 남부지법 형사11부(부장판사 김기영)은 윤정훈에게 징역 10월에 집행유예 2년을 선고했다. 윤정훈은 법정에서 사무실이 SNS 교육, 컨설팅 목적으로 만들어진 공간이라고 주장했지만, 재판부는 사무실에 ‘대선 작전상황실(President War Room) SNS 선대본부’, ‘D-6’ 등 대선 관련 문구가 게시되고 컴퓨터·모니터 등이 단순 교육 설비로 보이지 않는다고 판단하고 “중요한 헌법적 가치를 훼손한 것이어서 엄중 처벌이 불가피하다”고 밝혔다. 다만 재판부는 “인터넷상에 허위사실을 유포하는 등 위법행위를 한 근거가 충분치 않은 점 등을 고려해 집행유예를 선고했다”고 밝혔다 이에 윤정훈 측은 항소했으나 2013년 8월, 서울고등법원은 윤정훈의 항소를 기각했다.
2013년 12월 26일 대법원은 윤정훈에게 징역 10월에 집행유예 2년을 선고한 원심을 확정했다. 재판부는 윤정훈의 활동을 공직선거법이 금지한 '선거사무소 유사기관 설치' 위반으로 본 원심의 판단을 인정, 불법 선거  활동에 쓰여진 여의도 사무실에 대해 "주된 설립목적이 특정 후보자를 위한 선거운동, 즉 내부적 선거 준비행위의 차원을 넘어 선거인에게 영향을 미치려는 데에 있었던 것으로 봄이 상당하다"며 선거법에서 설립·설치 및 이용을 금지하는 선거사무소와 유사한 기관·단체·조직 또는 시설에 해당한다고 판단한 원심은 정당하다", 또 "피고인이 개인적으로 트위터에 특정 후보를 지지하는 글을 올리는 행위 자체가 선거법상 허용되는 선거운동이고 그러한 활동을 하기 위해 사무실이 설치됐다 하더라도 원심이 인정한 여러사정 등에 의하면 해당 사무실은 선거법에서 설치 등을 금지하는 '유사기관'에 해당한다"고 판단했다.

## 관련 단체

### 새누리당 개입
사건 초기 새누리당 측에서는 이 사건과 관련해 당과는 관계 없는 일이라고 주장하였다. 이정현 새누리당 공보단장은 “당에서 돈을 들여 사무실을 차려주거나 지원한 사실이 없다. 개인적으로 사무실을 차려놓고 활동한 것으로, 새누리당과는 관련이 없다”고 선을 그었다. 그러나 2012년 12월 14일 선거관리위원회는 ‘SNS 불법 선거운동’이 이뤄진 여의도 오피스텔의 임차 비용을 박근혜 대선 후보 선대위 권아무개 국정홍보대책위원회 위원장과 김아무개 수석부위원장이 지급했다고 밝히면서, 특히 “직원들의 리트윗 활동 실적을 ‘박근혜 후보를 위한 가계부채특별위원회 SNS 활동 보고서’ 형식으로 작성해 새누리당 가계부채특위 안상수 위원장 에게 수시로 보고한 사실도 드러났다고 밝혔다

### ROTC 정무 포럼 개입 의혹
새누리당과 박근혜 측, 윤정훈은 서로의 관계성을 부인했으나 앞서 열렸던 2012년 9월 17일 열린 ROTC 정무포럼(친 새누리당 성향의 ROTC인 모임) 정례세미나에 참석한 박근혜 대선 후보는 축사를 한 후, ‘SNS 현황과 전략’이라는 이름의 발표를 청취했다. 포럼 발표자는 “정무포럼 30명의 SNS팀을 주축으로 매해 300만 명에게 노출해 여론 형성을 해나갈 것이다. 매주 정기적인 미팅으로 자료를 준비하고 SNS 활동 이슈를 만들어가고 있다”, “영향력 큰 일반 논객들과 ‘새마음포럼’을 공동으로 조직하여 이미 30여 명의 논객들이 활동하고 있으며, 2012년 9월 말 100명, 10월 말 300명을 확보할 예정이다”라고 말했다. ‘새마음포럼’은 윤정훈 목사의 사무실에서 나온 증거물 파일 중 하나의 이름이다. 이는 박근혜 캠프의 “댓글알바는 윤 목사 개인의 자발적 활동”이라는 주장을 반증하는 내용이다. 이어 발표자는 SNS 여론 작업의 구체적 사례를 소개했다. “일반적으로 페이스북에서 100명 이상이 좋아요를 클릭할 경우 20~30만명의 친구에게 노출이 되는데, 저희들은 페이스북 개인 사용자 최초로 1000명 이상의 좋아요와 100명의 공유 댓글 수 580개를 통해 백만명에서 백 오십만 명 이상에게 노출하였으며, 평균 글 클릭수가 300~800명으로 최고의 SNS 영향력을 보여주고 있다. 박근혜 대선 후보는 이날 행사에 김종인 국민행복추진위원장, 김태환 중앙위의장, 이학재 비서실 부실장, 조윤선 대변인, 홍문종 의원, 김성회 전 의원을 대동했으며, 이 자리에는 윤정훈 목사도 참석한 것으로 밝혀졌다. 이 포럼 환영사에서 이 포럼의 이안무·임재문 의장은 “박근혜 후보가 새누리당 대통령 후보로 선출된 후 전국 수십여 개 포럼이 있는데도 최초로 우리 정무포럼을 방문했다”라며 박근혜 대선 후보와의 긴밀한 관계를 과시하는 모습을 보였다.

### 국가정보원 개입 의혹
나는꼼수다에서는 윤정훈이 '국정원이 지원하고 있다', '공짜로 하는게 아니다'라고 발언한 녹음을 공개했다. 윤정훈은 녹음된 발언이 자신의 목소리라는 것은 시인하며
"제 사무실 임대 보증금과 임대료를 내주셨던 국정일보, 국정방송 발행인으로 계신 대표 이사가 있다"며 "당시 (국정일보를) 국정원으로 잘못 알아들었다"며 이 같은 의혹에 대해 해명했다. 국정일보 발행인은 윤정훈과 함께 고발당한 권봉길 새누리당 선대위 국정홍보대책위원장이다.
2013년 5월 국가정보원 트위터 여론조작 의심 계정이 윤정훈의 트윗을 리트윗한 것이 확인되어 국가정보원 여론조작과 십알단이 연관성이 있을 가능성이 또 다시 제기됐다.
2017년 10월 10일 국정원과 윤정훈이 여러 차례 통화한 내역과 십알단에 정체 불명의 돈이 대선을 앞두고 입금된 사실이 추가로 드러나면서 수사당국이 이 사건을 재 수사를 한다고 밝혔다.

## 같이 보기
- 박근혜
- 새누리당
- 대한민국 제18대 대통령 선거
- 국가정보원 여론 조작 사건
- 사이버 여론 조작